# Kaitsepolitseiamet
La direction nationale de la sécurité (en estonien : Kaitsepolitseiamet ou KAPO) est une agence gouvernementale relevant du Ministère de l'Intérieur et des Affaires régionales basée à Tallinn en Estonie.

## Présentation
Les responsabilités de l’agence sont la protection de l'ordre constitutionnel, la lutte contre le terrorisme et la corruption, la protection des informations classées secrètes et le contre-espionnage.
La direction nationale de la sécurité a la compétence d'enquête sur certaines infractions commises par des agents de l'État : lutte contre le terrorisme ; incitation à la haine ; les crimes contre l'humanité et la paix, y compris les crimes de guerre ; la manipulation et le trafic illégaux d'armes à feu, de munitions, d'explosifs, de matières radioactives ou d'autres matières stratégiques ; et la protection des secrets d'État. Elle remplit également des fonctions de contre-espionnage.

## Histoire

### Fondation
L'Agence de police de la défense a été fondée le 12 avril 1920. De 1925 à 1940, l'institution était connue sous le nom de police politique (en estonien : Politiline polísia , sigle PolPol).
Le PolPol a lutté contre les activités subversives des extrémistes politiques, l'espionnage, la désertion, la contrebande et le terrorisme.
Les cibles les plus discutées étaient les communistes estoniens dont le parti avait été déclaré organisation illégale à la suite du coup d'État manqué de décembre 1924, les forçant à opérer clandestinement et à travers divers fronts légaux, généralement en tant qu'organisations de travailleurs.
Les communistes étaient soutenus par l'Union soviétique, qui avait publiquement accepté les principes de non-reconnaissance de l'ordre parlementaire, considérant le terrorisme comme une activité légitime.
De même, le PolPol a enquêté sur les Germano-Baltes pro-nazis et les monarchistes extrêmistes parmi les  émigrés russes blancs.

### Rétablissement
Le Service estonien de sécurité intérieure a été rétabli le 1er mars 1991, dans le cadre du rétablissement de l'indépendance de l'Estonie vis-à-vis de l'occupation soviétique.
Jusqu'au 18 juin 1993, le Service estonien de sécurité intérieure était un département de la structure centrale de la police; puis, il a été réorganisé en une entité distincte. À la suite de l'adoption d'une nouvelle loi sur les services de sécurité le 1er mars 2001, le statut du Service estonien de sécurité intérieure a été reclassé d'institution de police à service de sécurité.